# Tobias Svantesson
Pour les articles homonymes, voir Svantesson.
Tobia Svantesson, né le 1er avril 1963 à Malmö, est un joueur de tennis suédois, professionnel de 1987 à 1997. Il s'est notamment illustré en double où il a remporté deux titres.

## Carrière
Champion en catégorie Junior College à Seminole en 1984, il a ensuite étudié à Oklahoma avant de terminer son cursus à Flagler.
En 1988, pour sa première saison complète chez les professionnels, il atteint les finales des tournois Challenger de Raleigh, Dijon et Dublin, puis parvient jusqu'en quart de finale à Scottsdale, ce qui lui permet d'atteindre la 89e place à l'ATP. Lors de l'Open d'Australie 1989, il perd un match en cinq sets contre le n°1 mondial Mats Wilander (6-3, 2-6, 7-5, 5-7, 6-3),. Ayant gagné seulement 4 matchs en six mois, il chute au-delà de la 200e place mondiale et se consacre exclusivement au double dès la fin de la saison, discipline dans laquelle il a remporté huit titres dont deux sur le circuit ATP. En 1991, il bat les n°1 mondiaux Scott Davis et David Pate à San Francisco.
Installé en Floride, il est le fondateur et directeur de e-tennis, une société spécialisée dans les articles de tennis.
En 2014, il est sacré champion du monde en double messieurs avec Mikael Pernfors à Palm Beach Gardens.

## Palmarès

### Titres en double (2)
| No | Date       | Nom et lieu du tournoi                      | Catégorie | Dotation  | Surface      | Partenaire      | Finalistes                       | Score         |  |
| -- | ---------- | ------------------------------------------- | --------- | --------- | ------------ | --------------- | -------------------------------- | ------------- |  |
| 1  | 27-02-1989 | Open de Lorraine Nancy                      |           | 100 000 $ | Dur (int.)   | Udo Riglewski   | João Cunha e Silva Eduardo Masso | 6-4, 6-7, 7-6 |  |
| 2  | 08-05-1989 | US Men's Clay Court Championship Charleston |           | 190 000 $ | Terre (ext.) | Mikael Pernfors | Agustín Moreno Jaime Yzaga       | 6-4, 4-6, 7-5 |  |

### Finale en double (1)
| No | Date       | Nom et lieu du tournoi                       | Catégorie    | Dotation  | Surface    | Vainqueurs                    | Partenaire      | Score    |  |
| -- | ---------- | -------------------------------------------- | ------------ | --------- | ---------- | ----------------------------- | --------------- | -------- |  |
| 1  | 12-10-1992 | Riklis Israel Tennis Center Classic Tel Aviv | World Series | 130 000 $ | Dur (ext.) | Mike Bauer João Cunha e Silva | Mark Koevermans | 6-3, 6-4 |  |

## Parcours dans les tournois duGrand Chelem

### En simple
| Année | Open d'Australie | Open d'Australie | Internationaux de France | Internationaux de France | Wimbledon       | Wimbledon     | US Open        | US Open        |
| ----- | ---------------- | ---------------- | ------------------------ | ------------------------ | --------------- | ------------- | -------------- | -------------- |
| 1988  | —                | —                | 2e tour (1/32)           | Michael Chang            | 1er tour (1/64) | Henri Leconte | 2e tour (1/32) | Johan Carlsson |
| 1989  | 1er tour (1/64)  | Mats Wilander    | 1er tour (1/64)          | Glenn Michibata          | —               | —             | —              | —              |

N.B. : à droite du résultat se trouve le nom de l'ultime adversaire.

### En double
| Année | Open d'Australie           | Open d'Australie      | Internationaux de France     | Internationaux de France | Wimbledon                    | Wimbledon             | US Open                     | US Open                 |
| ----- | -------------------------- | --------------------- | ---------------------------- | ------------------------ | ---------------------------- | --------------------- | --------------------------- | ----------------------- |
| 1988  | —                          | —                     | 1er tour (1/32) D. Tarr      | A. Castle R. Saad        | 2e tour (1/16) T. Pawsat     | K. Flach R. Seguso    | —                           | —                       |
| 1989  | 1/8 de finale T. Pawsat    | M. Davis B. Drewett   | 2e tour (1/16) U. Riglewski  | J. Grabb P. McEnroe      | 1er tour (1/32) U. Riglewski | J. Grabb P. McEnroe   | 1er tour (1/32) M. Pernfors | S. DeVries Matuszewski  |
| 1990  | —                          | —                     | —                            | —                        | —                            | —                     | 1er tour (1/32) F. Nilsson  | R. Deppe B. Garnett     |
| 1991  | —                          | —                     | 1er tour (1/32) J.C. Báguena | J. Frana L. Lavalle      | 1er tour (1/32) A. Mora      | D. Davis D. Pate      | 1er tour (1/32) Van Emburgh | R. Båthman R. Bergh     |
| 1992  | 1er tour (1/32) B. Garnett | J. Hlasek P. McEnroe  | 1/8 de finale B. Garnett     | L. Jensen L. Warder      | 1er tour (1/32) B. Garnett   | J. Eltingh T. Kempers | 1er tour (1/32) B. Garnett  | K. Evernden Layendecker |
| 1993  | 2e tour (1/16) T. Nelson   | S. DeVries Macpherson | 1er tour (1/32) P. Nyborg    | Kratzmann W. Masur       | 1er tour (1/32) Mortensen    | N. Borwick S. Youl    | —                           | —                       |

N.B. : le nom du ou de la partenaire se trouve sous le résultat ; le nom des ultimes adversaires se trouve à droite.